# Ideal Industries
Ideal Industries — американская компания, производящая соединители, ручные инструменты, тестеры и измерительные приборы для электротехнической промышленности и телекоммуникаций.

## История
Ideal была основана в 1916 году J. Walter Becker как Ideal Коммутатор Dresser Company в Чикаго, штат Иллинойс, производство коммутационных шкафов. В 1924 году Беккер переместил компанию в Сикамор, штат Иллинойс. К 1949 году он стал ведущим в США производителем проволочных гаек.

## Галерея

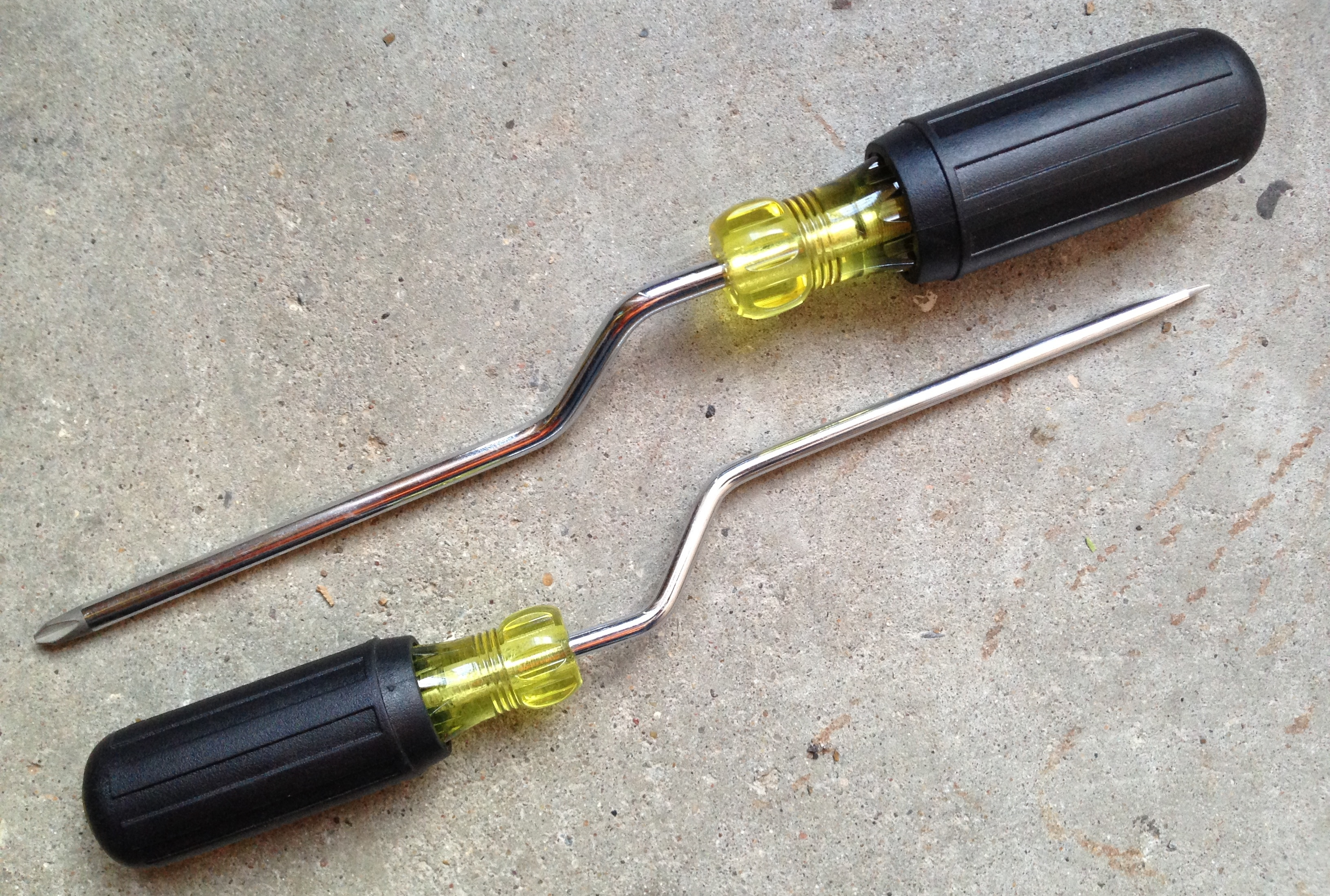
Скоростные отвёртки
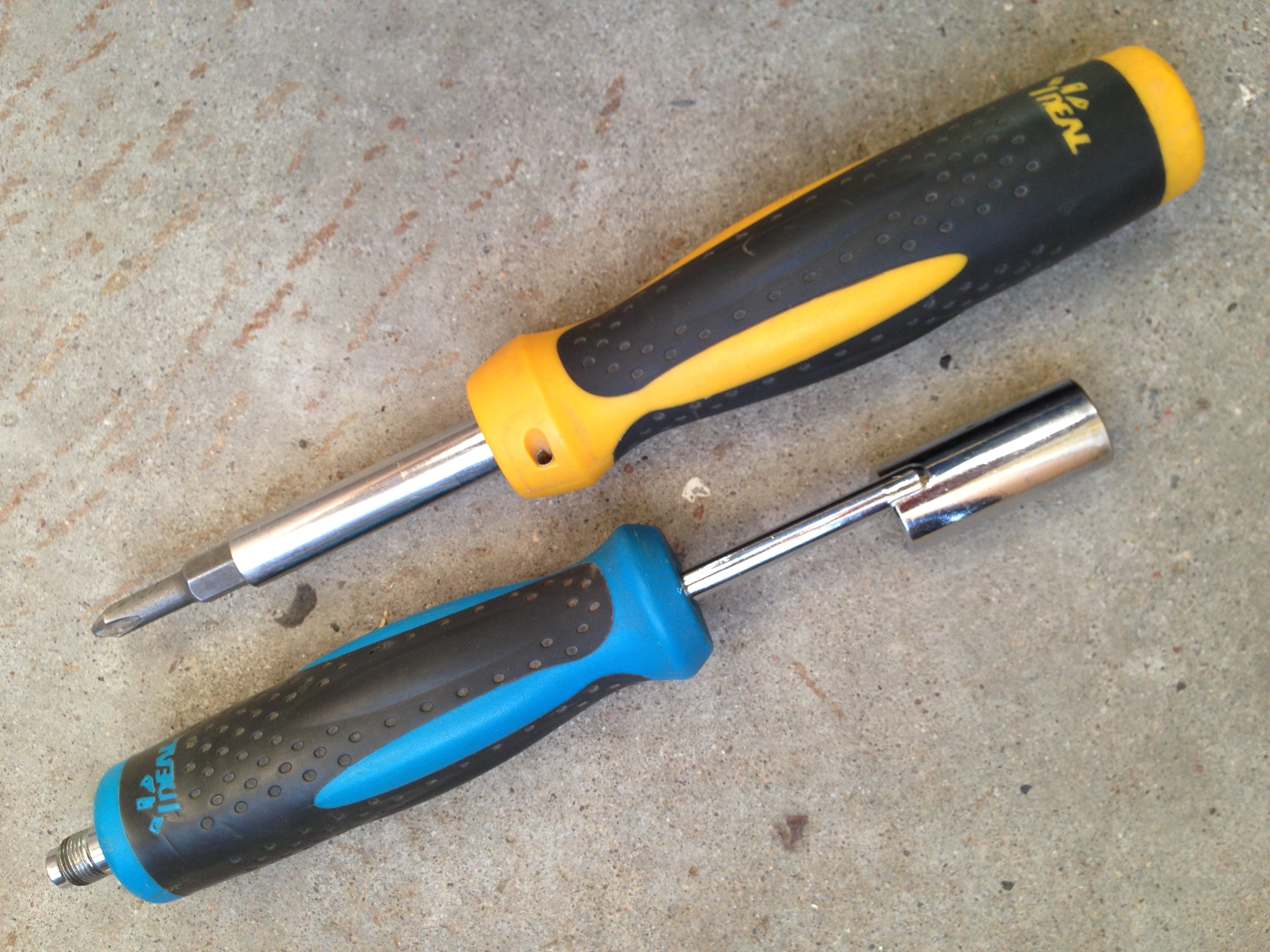
Многобитовая отвертка и инструмент с  F-разъёмом
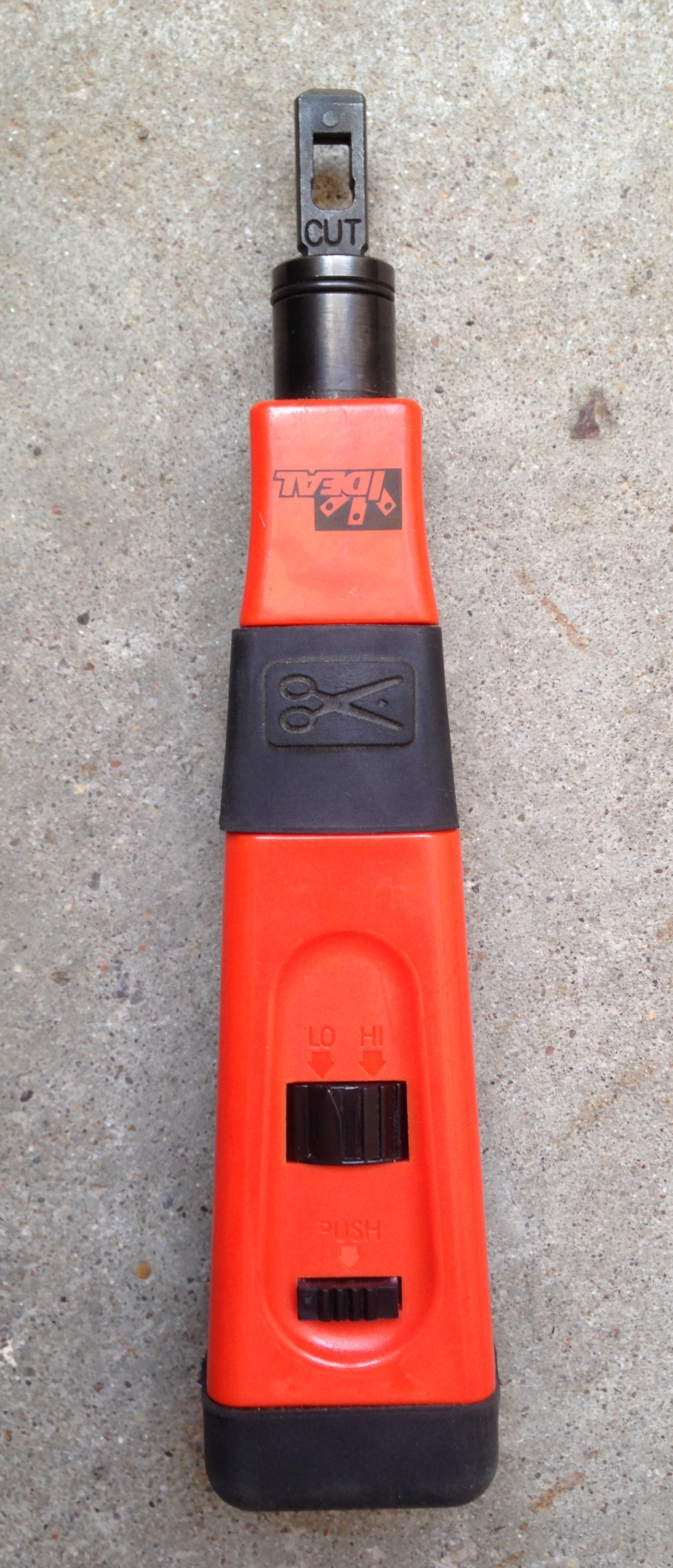
Инструмент перфорации
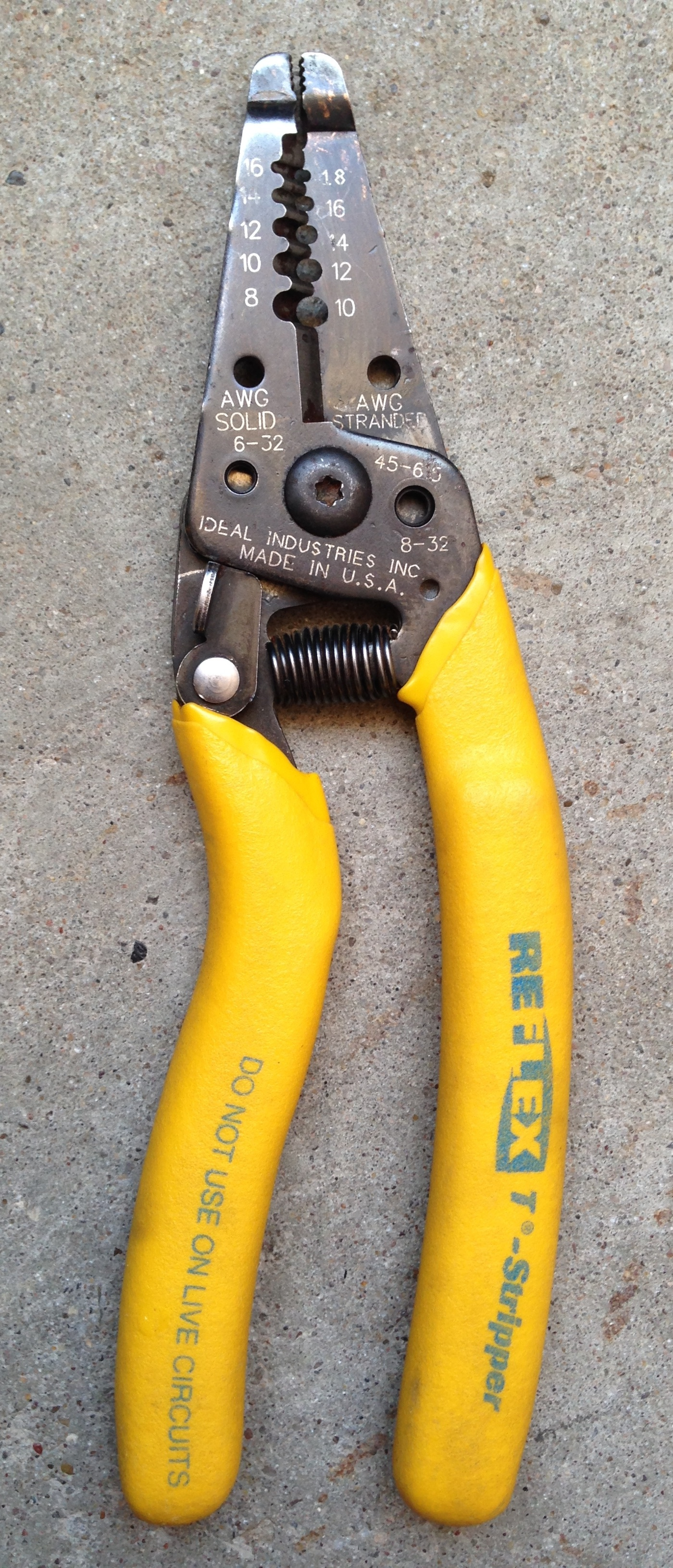
Стриппер для зачистки проводов
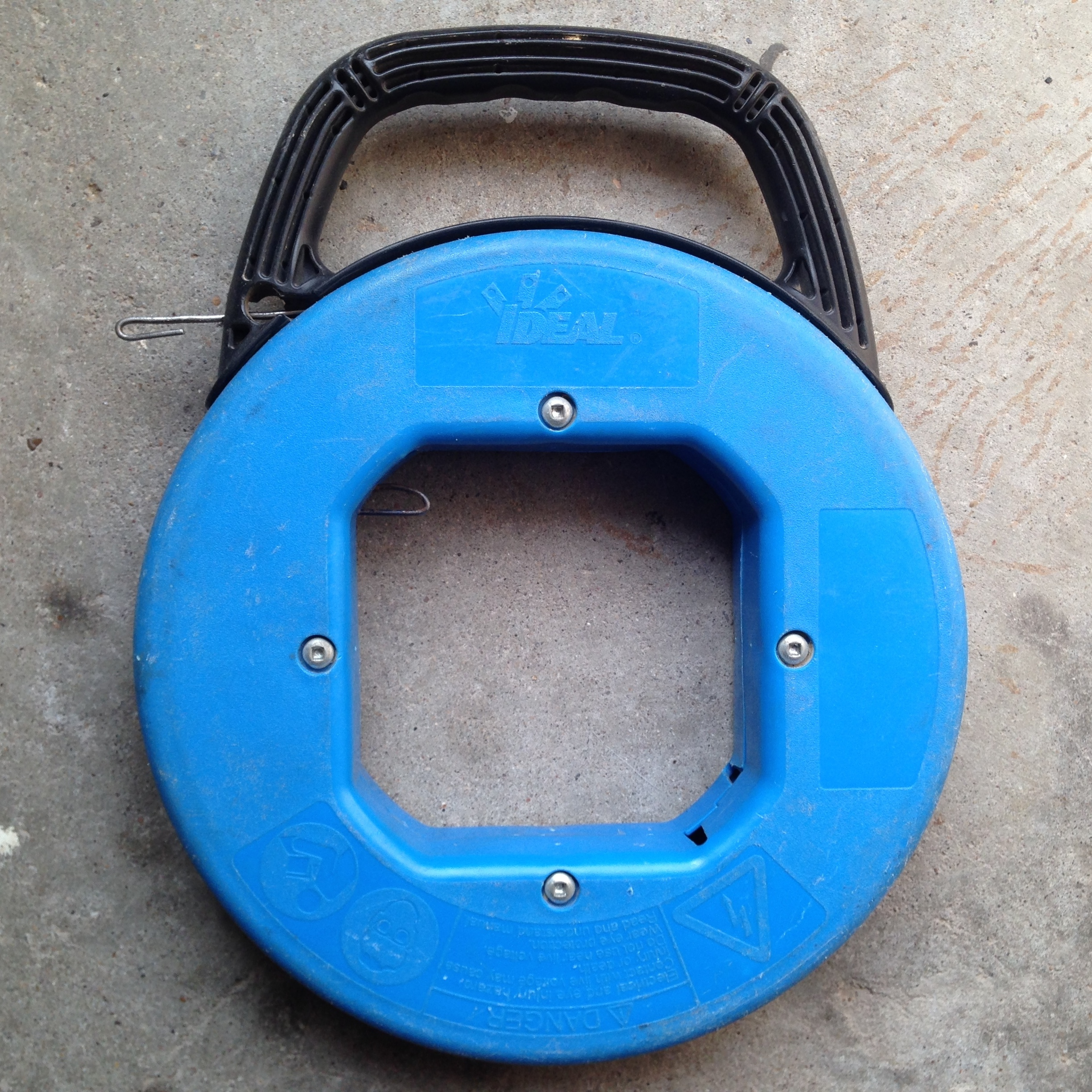
75' стальная лента

## Дочерние компании
- Anderson Power Products
- Cree Lighting (ранее часть Wolfspeed)
- Enatel
- Lacelok
- Power Puck
- Pratt-Read Tools

### Бывшие дочерние компании
- CMD[5]
- Casella[6]
- SK Hand Tools[7]
- Western Forge[8]

## Программа внутрифирменного обучения NIU — Ideal

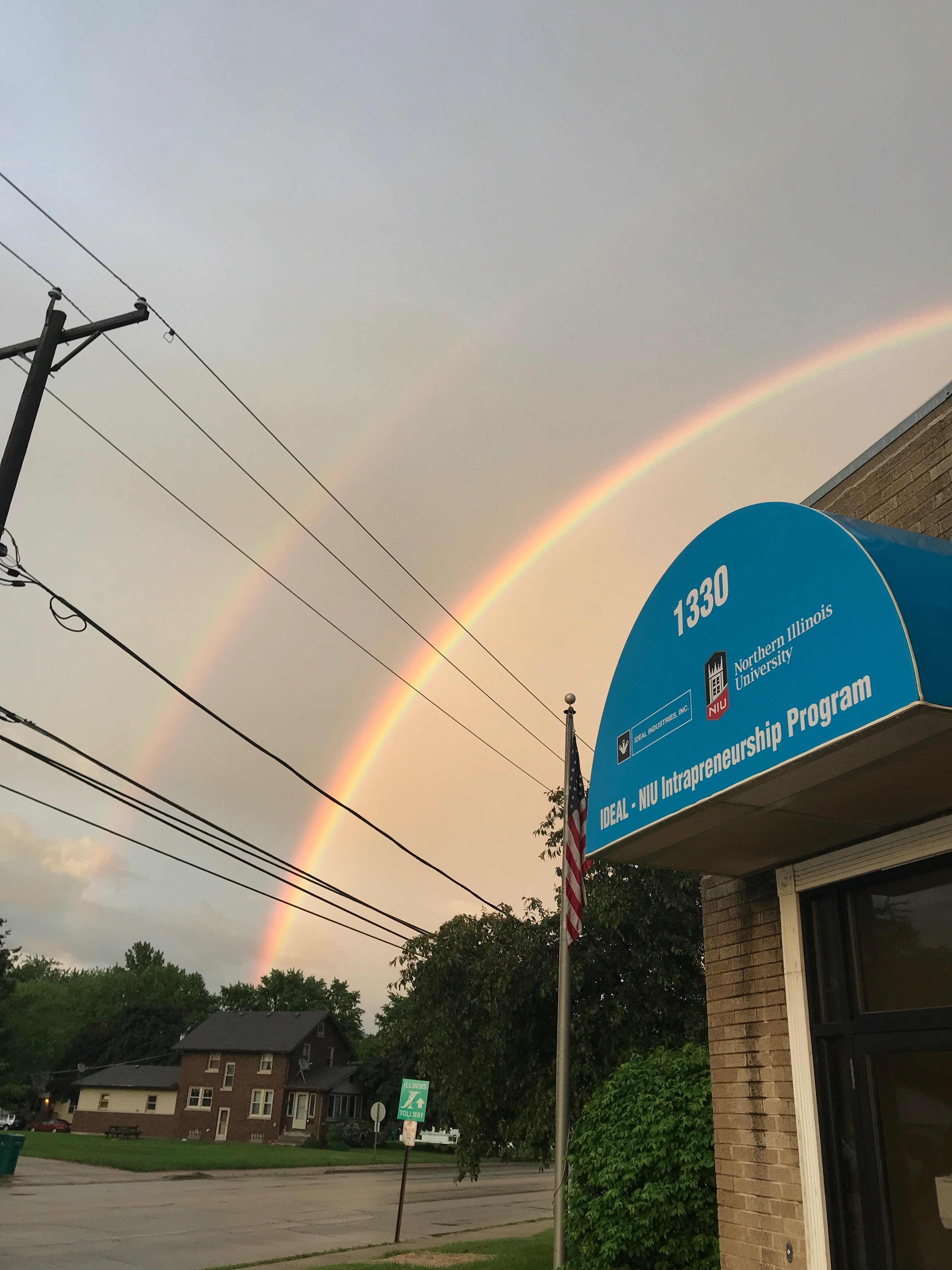
Расположение в DeKalb, IL.

В сотрудничестве с Университетом Северного Иллинойса компания IDEAL создала инкубатор рядом с производственным помещением. В инкубаторе находятся несколько начинающих команд, которые первоначально состояли из студентов NIU, имеющие круглосуточный доступ к производственным возможностям. По окончании обучения студенты могут получить постоянную работу в компании. Каждая команда имеет многопрофильный опыт работы и имеет доступ к корпоративным ресурсам IDEAL, оставаясь достаточно независимой, чтобы стимулировать творческое мышление. Программа начала формироваться в 2016 году с двумя командами и теперь выросла до четырёх единиц по состоянию на лето 2018 года.